# Фредрік Нільссон (тенісист)
Фредрік Нільссон (швед. Fredrik Nilsson; нар. 1 листопада 1969) — колишній шведський тенісист.
Найвищу одиночну позицію світового рейтингу — 561 місце досяг 26 червня 1989, парну — 110 місце — 6 серпня 1990 року.

## Фінали Туру ATP за кар'єру

### Парний розряд: 1 (0–1)
| Результат | W/L | Дата     | Турнір          | Покриття | Партнер    | Суперники                     | Рахунок       |
| --------- | --- | -------- | --------------- | -------- | ---------- | ----------------------------- | ------------- |
| Поразка   | 0–1 | Сер 1990 | Санремо, Італія | Ґрунт    | Ула Юнссон | Міхня Йон-Нестасе Горан Прпич | 6–3, 6–7, 3–6 |

## Титули на челленджерах

### Парний розряд: (1)
| Ранг | Рік  | Турнір          | Покриття | Партнер      | Суперники                    | Рахунок       |
| ---- | ---- | --------------- | -------- | ------------ | ---------------------------- | ------------- |
| 1.   | 1989 | Пескара, Італія | Ґрунт    | Давід Енгель | Ніклас Культі Магнус Ларссон | 6–2, 4–6, 7–6 |